# Leszek Romocki
Leszek Feliks Romocki h. Prawdzic (ur. 12 marca 1897 w Warszawie, zm. 15 września 1973 tamże) – ziemianin, porucznik artylerii Wojska Polskiego, kawaler Orderu Virtuti Militari.

## Życiorys
Urodził się w rodzinie ziemiańskiej o patriotycznych tradycjach. Syn Tadeusza Romockiego h. Prawdzic (ur. ok. 1860) i Natalii ze Starża-Majewskich h. Starykoń (1863–1917).
Służbę wojskową rozpoczął w 36 pułku piechoty w stopniu podchorążego. 20 września 1919 został oddelegowany do dyspozycji Generalnego Inspektora Artylerii przy PKU Przemyśl i przydzielony do służby w 4 dywizjonie artylerii konnej. Ukończył I oficerski kurs uzupełniający trwający od 1 grudnia 1920 do 20 marca 1921 w Szkole Podchorążych Artylerii w Poznaniu i uzyskał stopień podporucznika. Za wojnę polsko-bolszewicką odznaczony został Krzyżem Srebrnym Orderu Virtuti Militari. Przeniesiony do rezerwy. Awansowany na porucznika rezerwy artylerii ze starszeństwem z dniem 2 stycznia 1932 i przydzielony do 7 dywizjonu artylerii konnej w Poznaniu.
Był właścicielem majątku ziemskiego w Pokrzywnej, powiatu rawsko-mazowieckiego.
W roku 1933 poślubił Janinę Ziółkowską, z którą miał dzieci – Annę i Juliana.
Zmarł 15 września 1973. Pochowany został na cmentarzu Powązkowskim w Warszawie (kwatera 184-2-22,23,24).

## Ordery i odznaczenia
- Krzyż Srebrny Orderu Wojskowego Virtuti Militari
- Srebrny Krzyż Zasługi (16 marca 1933)[10]